# Euspilotus perrisi
Euspilotus perrisi är en skalbaggsart som först beskrevs av Sylvain Auguste de Marseul 1872.  Euspilotus perrisi ingår i släktet Euspilotus och familjen stumpbaggar. Inga underarter finns listade i Catalogue of Life.